# Знаменка (Житомирская область)
Знаменка (укр. Знам'янка) — село на Украине, находится в Хорошевском районе Житомирской области.
Население по переписи 2001 года составляет 190 человек. Почтовый индекс — 261011. Телефонный код — 4145. Занимает площадь 9,78 км².

## Адрес местного совета
12122, Житомирская область, Хорошевский р-н, с. Рыжаны, тел. 5-31-82 